# Almada
Almada (portugisiskt uttal: [alˈmadɐ]
 ( lyssna)) är en stad och kommun i Portugal. Den är belägen på Tejo-flodens södra bank, mittemot Lissabon, och gränsar till Atlanten i väster.
Staden är huvudort i Almada-kommunen, vilken ingår i Setúbals distrikt, och är även en del av Storstadsområdet Lissabon (Área Metropolitana de Lisboa).
Kommunen har 174 030 invånare (2020) och en yta på 70 km². Den består av fem kommundelar (freguesias).

## Ortnamnet
Ortnamnet Almada härstammar från arabiskans al ma'adan (”gruva”). Namnet skrevs på 1100-talet på portugisiska som Almadana.

## Bilder

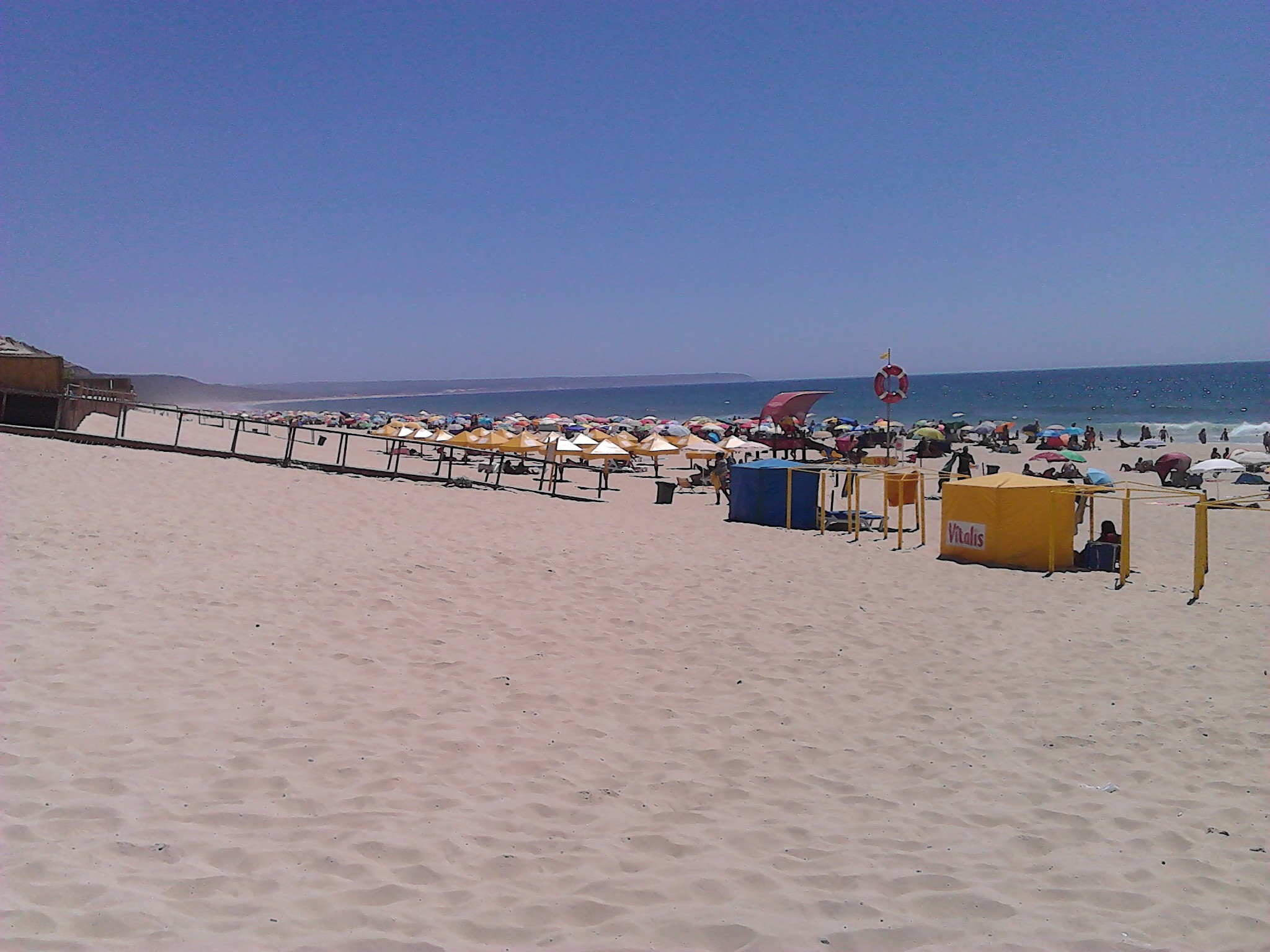
Badstranden Fonte da Telha.
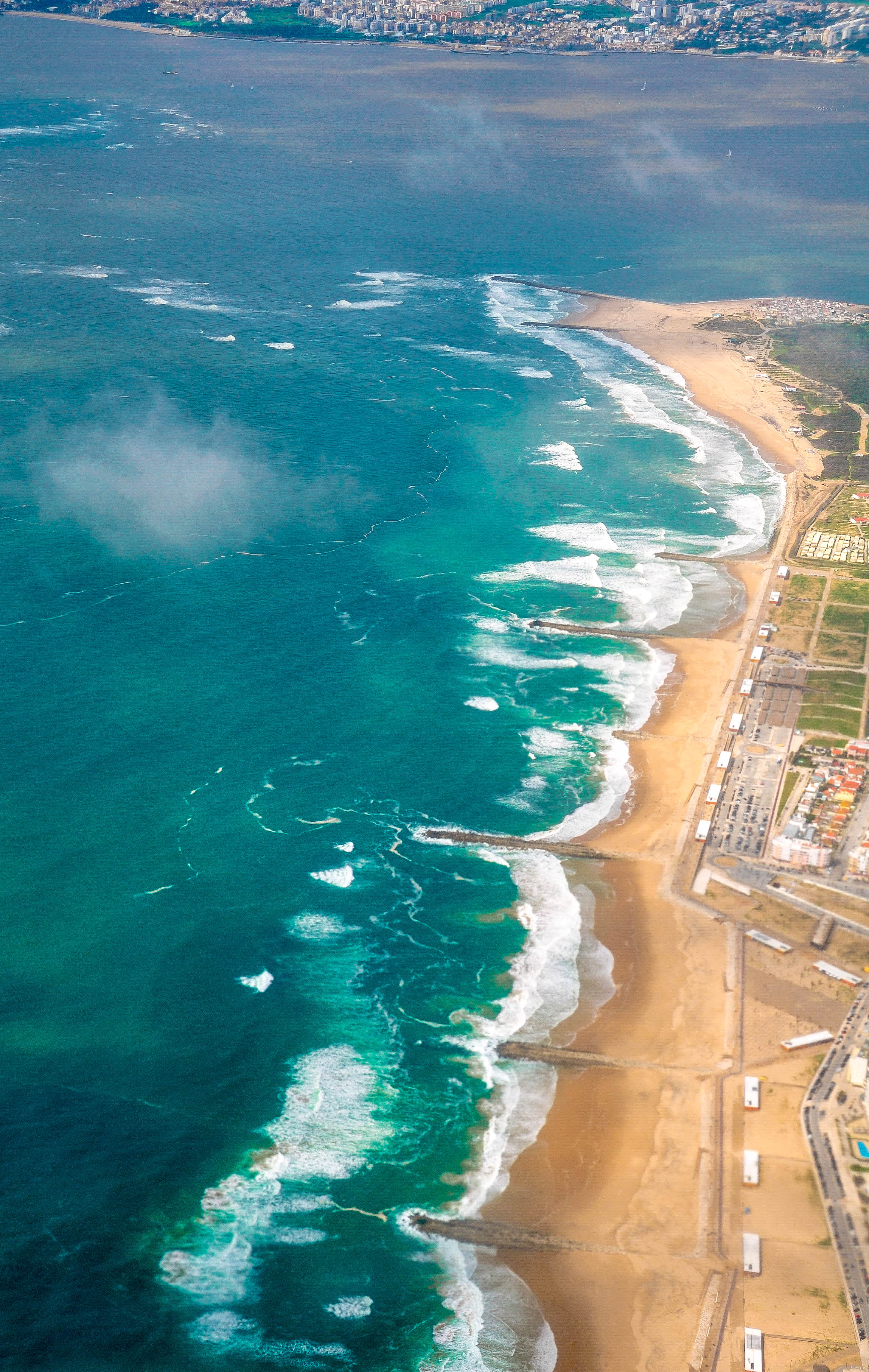
Badstränder i Costa de Caparica.
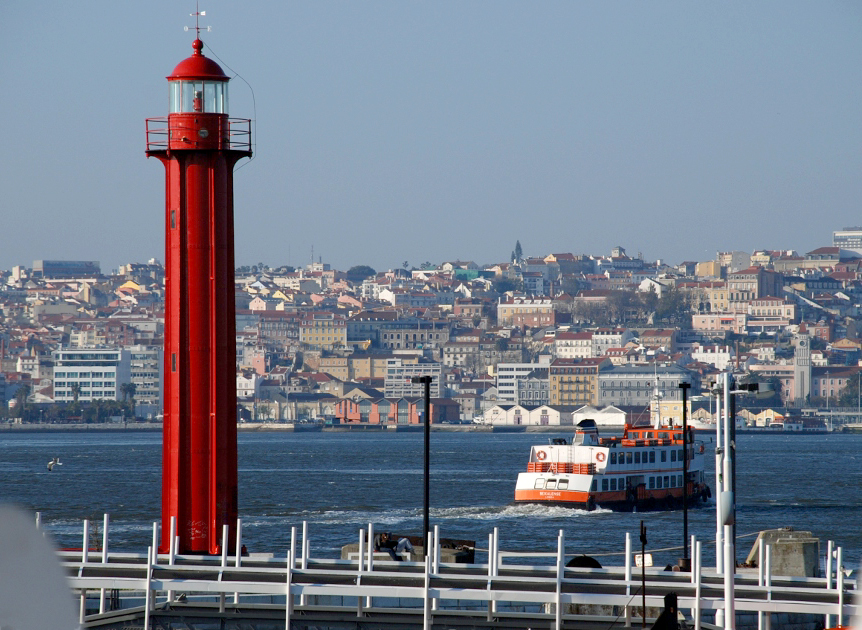
Färjan till Lissabon i Cacilhas.
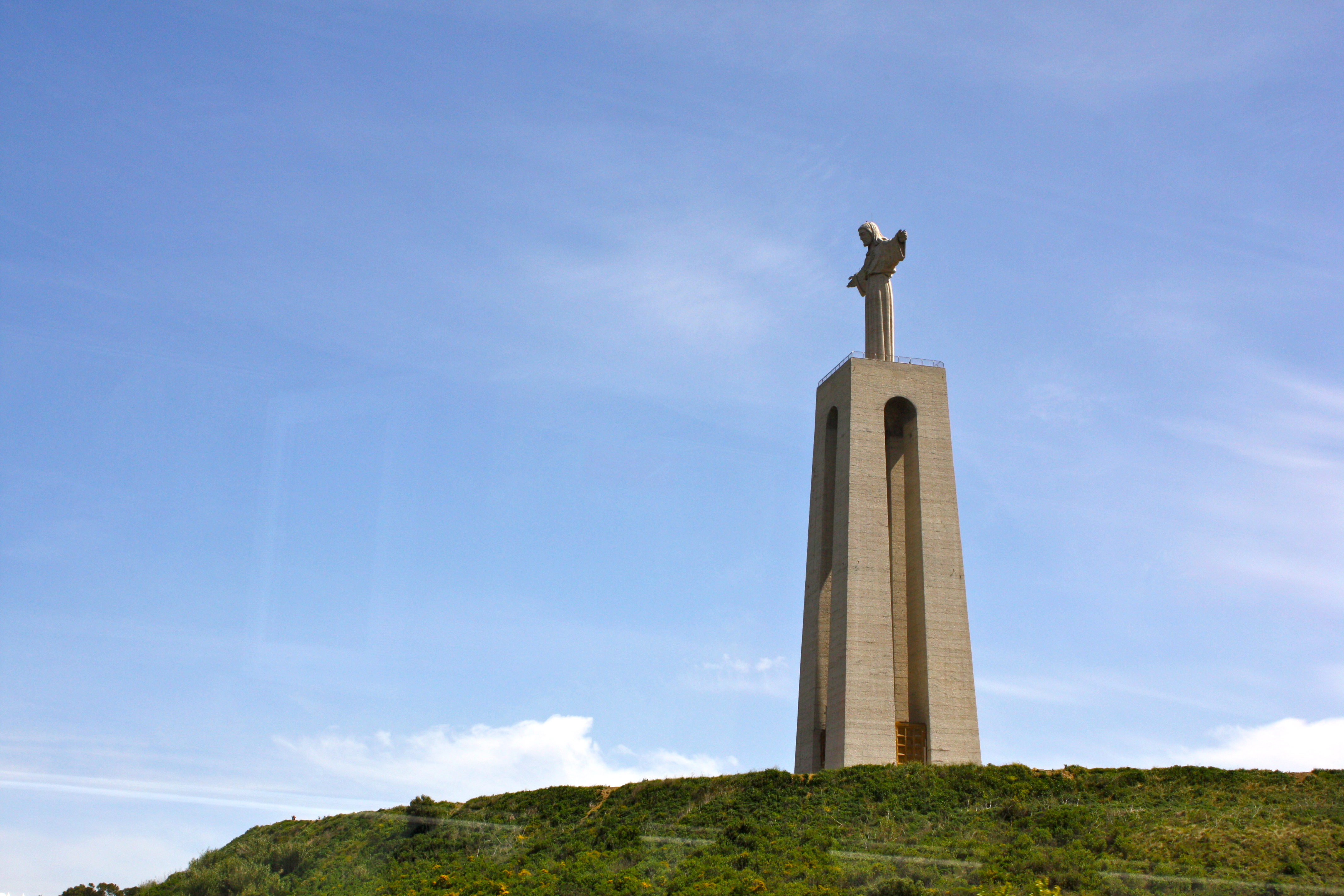
Statyn Cristo Rei.